# مانويل خوسيه ارسي
مانويل جوزيه ارسي (بالإسبانية: Manuel José Arce y Fagoaga)‏ (و. 1787 – 1847 م) هو سياسي من السلفادور. ولد في سان سلفادور.
توفي في سان سلفادور.